# Tagavere (Lääne-Nigula)
Koordinaten: 58° 59′ N, 23° 47′ O
Tagavere (deutsch Tackfer) ist ein Dorf (estnisch küla) in der Landgemeinde Lääne-Nigula im Kreis Lääne in Estland. Bis 2013 gehörte es zur mittlerweile aufgelösten Landgemeinde Taebla.

## Beschreibung und Geschichte
Das Dorf hat 34 Einwohner (Stand 31. Dezember 2011). Es liegt 14 Kilometer nordöstlich der Landkreishauptstadt Haapsalu (Hapsal).
Das Dorf wurde erstmals 1427 unter dem Namen Tackever urkundlich erwähnt.
Seit 1493 ist das Rittergut von Tagavere belegt. Letzter Eigentümer vor der Enteignung im Zuge der estnischen Landreform 1919 war die adlige deutschbaltische Familie Ungern-Sternberg.